# TRS-80 Model 100

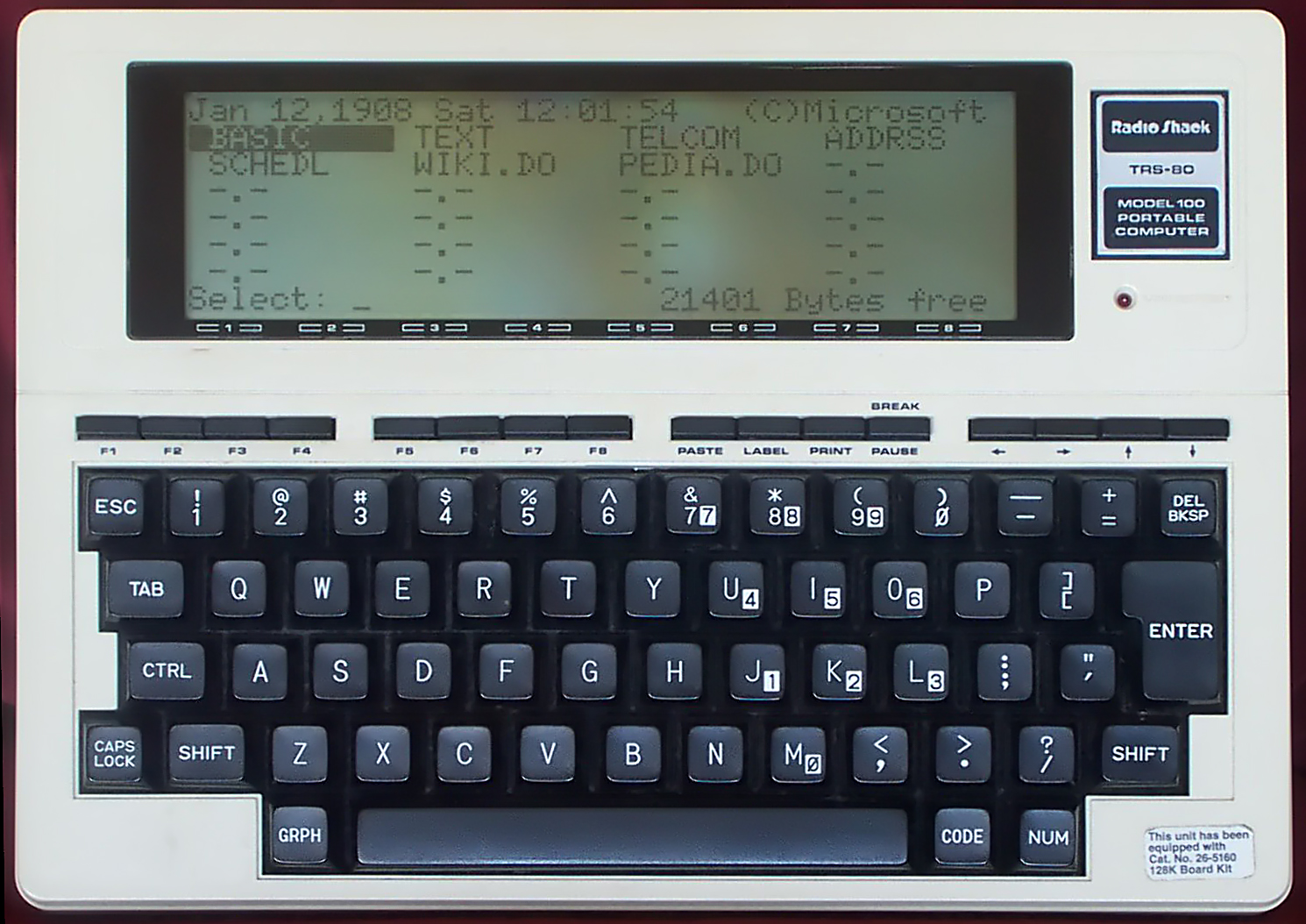
El TRS-80 Model 100

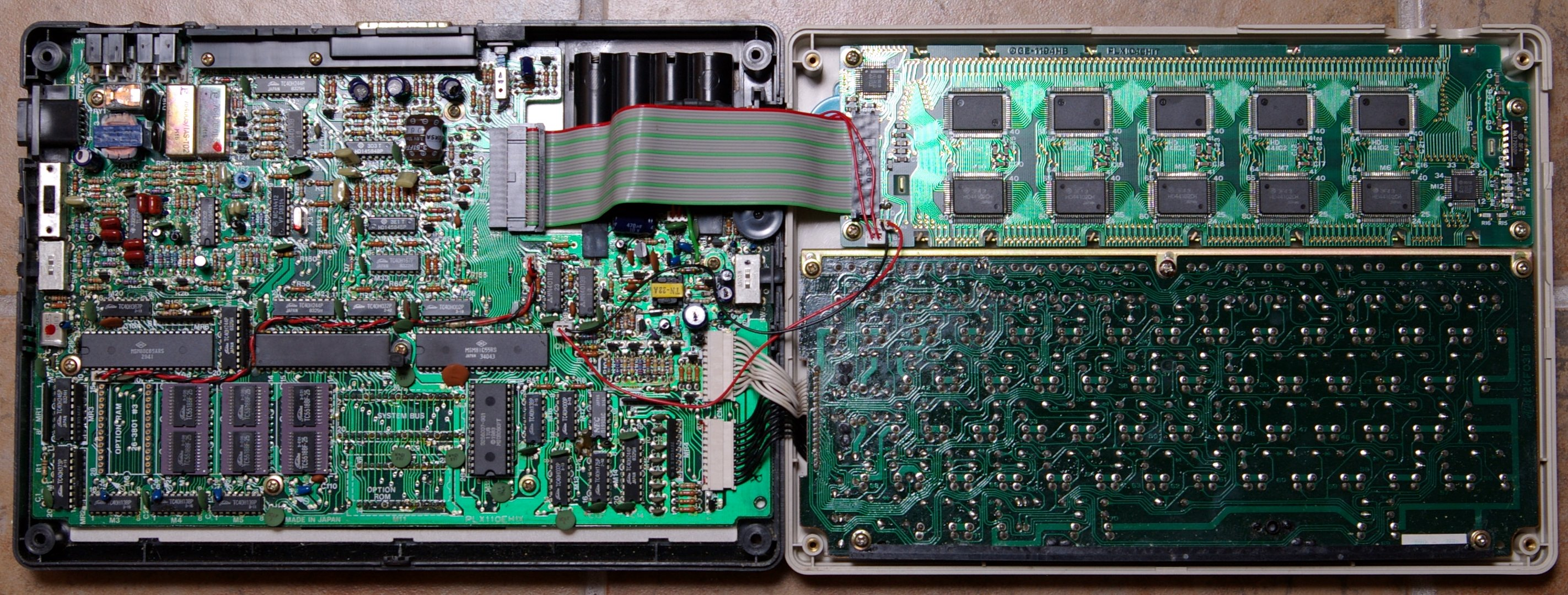
El TRS-80 Model 100 por dentro. La mitad izquierda es la parte posterior.

El TRS-80 Model 100 era un temprano computador portátil introducido en 1983. Era uno de los primeros computadores de estilo notebook, ofreciendo un teclado y una pantalla LCD, energizado con baterías, en un paquete más o menos del tamaño y la forma de una libreta o libro grande.
Fue hecho por Kyocera, y vendido originalmente en Japón como el Kyotronic 85. Aunque fue un vendedor lento para Kyocera, los derechos de la máquina fueron comprados por Tandy Corporation, y el computador fue vendido a través de los almacenes de Radio Shack en los Estados Unidos y Canadá así como por los distribuidores autorizados afiliados en otros países, convirtiéndose en uno de los modelos más populares de la compañía, con sobre 6.000.000 unidades vendidas por todo el mundo.
El Olivetti M-10 y los NEC PC-8201 y PC-8300 también fueron hechos sobre la misma plataforma de Kyocera, con algunas diferencias de diseño y hardware. Fue comercializado originalmente como estación de trabajo micro ejecutiva (Micro Executive Work Station (MEWS)), aunque el término no alcanzó gran popularidad y fue eliminado eventualmente.

## Especificaciones
- Procesador: Intel 80C85 de 8 bits, CMOS, 2.4 MHz
- Memoria: 32 KB ROM, 8, 16, 24, ó 32 KB RAM estática. Las máquinas con menos que 32 KB podían ser expandidas en incrementos 8 KB de módulos enchufables de RAM estática.
- Pantalla: LCD de 8 líneas, 40 caracteres con gráficos de 240 por 64 pixels direccionables. La pantalla no era de retroiluminación (backlit).
- Teclado: 56 teclas, 8 teclas de función programables, y 4 dedicadas a teclas de comandos.
- Periféricos: El paquete básico incluía: módem de 300 baudios incorporado (versiones estadounidenses), puerto paralelo de impresora, puerto serial de comunicaciones (compartido por el módem interno), entrada de lector de código de barras, cinta de casete de audio, reloj de tiempo real.
- Dimensiones: 300 por 215 mm por 50 mm, masa de cerca de 1.4 kilogramos (3.1 libras) con las baterías
- Fuente de alimentación: Cuatro pilas AA, o adaptador de poder externo de 6 V (>180 mA, con configuración negativa del tip)

Opciones:
- El Tandy Portable Disk Drive (TPDD), un dispositivo serial capaz de almacenar 100 KB de datos en un disquete de 3.5 pulgadas también estaba disponible. Una segunda versión, el TPDD2, podía almacenar hasta 200 KB pues usaba discos de doble cara.
- Una caja de expansión de interface de disco y video fue lanzada en 1984, con una unidad de disco de 5-1/4 pulgadas y un adaptador video de CRT. Esto permitió que los TRS-80 Model 100 exhibieran video de 40 u 80 columnas en un televisor o en un monitor de video externo.
- Una lápiz de lectora de código de barra también fue ofrecido.

Los TRS-80 Model 100 fueron promovidos como pudiendo funcionar hasta por 20 horas y mantener la memoria hasta por 30 días con un sistema de cuatro pilas AA alcalinas. Las versiones de 8K y 24K de vendieron por USD$1099 y USD$1399 respectivamente.

## Firmware en ROM
Cuando se enciende por primera vez, el Modelo 100 exhibe un menú de aplicaciones,  archivos, la fecha y la hora. Los sistemas basados en firmware de ROM arrancan instantáneamente, lo cual se compara muy favorable a los computadores basados en disco. Al encenderse, no sólo la máquina está lista para usarse inmediatamente, sino también continuará corriendo, desde el mismo punto en que el programa estaba cuando la unidad fue apagada. Las teclas del cursor son usadas para navegar el menú y seleccionar uno de los programas de aplicación internos o agregados, o cualquier archivo de datos sobre el que se trabajará.
La memoria ROM de 32 KB del Modelo 100 contiene la versión N82 del lenguaje de programación Microsoft BASIC 80. Éste es similar a otros Microsoft BASIC de ese tiempo e incluye buen soporte para las características de hardware de la máquina: direccionamiento a nivel de pixel de la pantalla, soporte para el módem interno y el puerto serial, sonido monofónico, acceso a los archivos de cinta, y soporte para el reloj de tiempo real y el lector de código de barras. A diferencia de otros interpretadores Microsoft BASIC de la época, los números de coma flotante por defecto son de doble precisión.
La ROM también contiene un programa de terminal, TELCOM; un organizador de libro de direcciones/teléfonos, ADDRSS; un organizador de lista de cosas por hacer, SCHEDL; y un  simple editor de textos, TEXT. El programa de TELCOM permite la automatización de una secuencia de login en un sistema remoto bajo control del interpretador BASIC.
Como con otros computadores personales de la era, una vasto grupo de localizaciones PEEK y POKE fue coleccionado por los aficionados ávidos.
Los archivos invisibles en la memoria RAM del sistema llamados "Hayashi" y "Suzuki" conmemoran los nombres de los diseñadores Junji Hayashi y Jay Suzuki. Otro archivo invisible borrado llamado "RickY" se refiere a Rick Yamashita. El firmware del Modelo 100 fue el último producto de Microsoft que Bill Gates desarrolló personalmente, junto con Suzuki. De acuerdo a Gates, "parte de mi nostalgia sobre esta máquina es que fue la última máquina donde yo escribí un muy alto porcentaje del código del producto".
Las aplicaciones añadidas y archivos de datos son almacenados en la RAM respaldada por batería; éstos pueden ser cargados y almacenados en un grabador de cinta de casete de audio o una unidad de disco flotante externa. ROM opcionales pueden ser instaladas en el Modelo 100, proporcionando un rango de programas de aplicaciones para requisitos particulares.
La ROM del Modelo 100 tiene un bug Y2K; el siglo exhibido en el menú principal estaba hard coded como "19XX". Existen soluciones alternativas (Workarounds) para este problema.

## Emulador
- VirtualT Un emulador de fuente abierta de los computadores TRS-80 Model 100/102/200 con un depurador integrado, utilidades de acceso al hardware y una completa emulación de la impresora FX-80.